# ヒッタイト神話

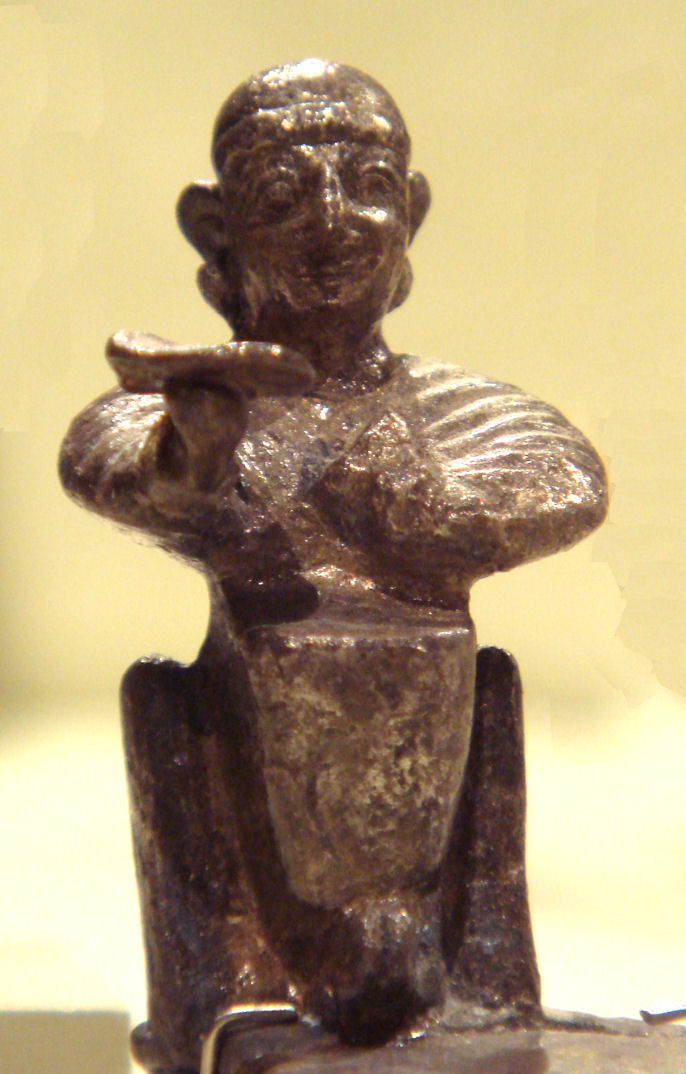
着座した神、後期ヒッタイト帝国（紀元前13世紀）

ヒッタイト神話およびヒッタイト宗教とは、紀元前1600年から紀元前1180年にかけて、現在のトルコを中心とした帝国を築いたヒッタイト人の宗教的信念と実践である。
ヒッタイトの神話を具現化した物語のほとんどが失われており、ヒッタイトの首都ハットゥシャやその他のヒッタイト遺跡から出土した石版の中には、ヒッタイトの宗教のバランスのとれた見解を与える要素が欠けている。このため「正典となる聖典、神学的な論争や言説、個人的な献身のための補助的なものもない」。いくつかの宗教文書は、若い筆記者が訓練され、生き残ったコーパスの一部を形成しており、それらのほとんどは、遺跡が最後に焼かれる前の過去数十年前のものである。いくつかのアーカイブが残っている王権の書記官は官僚であり、今日では宗教の一部と見なされる分野で王室の責任を組織し維持しており、寺院の組織、カルト的な管理、神官の報告などが、現存するテキストの主要部分を構成していた。
ヒッタイト人の神話を理解するには、現存する石の彫刻を読み解くこと、石印に表されているイコノロジーを解読すること、寺院の平面図を解釈することが重要であり、ヒッタイト人はしばしば、神々を表すフワシ石を使って神々を崇拝していたため、神聖なものとして扱われていた。神々は多くの場合、それぞれの獣の背中に乗って立っている姿で描かれていたり、動物形象が描かれていたりしている。

## 概要
古代メソポタミアの宗教に基づいているが、ヒッタイト人とルウィ人の宗教は、再構築されたインド・ヨーロッパ祖族の宗教の顕著な要素を保持している。たとえば、雷の神であるターハントと、蛇イルルヤンカシュとの彼の対立は、ヴェーダ神話 のインドラと宇宙の蛇ヴリトラ、または北欧神話のトールと蛇ヨルムンガンドの対立に似ている。この神話はまた、エジプト神話におけるラーと蛇アポフィスの間の日々の闘争にも似ている。
ヒッタイト神話はまた、ヒッタイトが位置していたアナトリアに近い隣接する文明であるフルリ人の影響をより直接的に受けていた。フルリの神話は非常に密接に関連していたため、オックスフォード大学出版局は神話のガイドを公開し、ヒッタイトとフルリの神話を「ヒッタイト-フルリ」として分類した。残念ながら、ヒッタイトに関する知識の多くは、テキストではなく芸術的な情報源からのものであり、このトピックに関する具体的な詳細を確認することは困難である。神話に関するヒッタイトの石版は、ヒッタイト古王国の末期にさかのぼることが多く、それ以降の出典はかなり少ない。発見されたヒッタイト語の文書群は「カルト目録」と呼ばれ、ヒッタイトの神話と実践が日常生活にどのように含まれていたかを知る上で役に立つ。
ヒッタイト神話には、ハッティ、フルリおよびヒッタイトの影響が混在している。メソポタミアとカナンの影響は、フルリの神話を通してアナトリアの神話に入り込んだ。ヒッタイトの創造神話がどのようなものであったのか、詳細はわかっていないが、新石器時代の遺跡であるチャタル・ヒュユクから知られている「大女神」の概念と関係があると信じられている。ハッティの母神がアナトリアの嵐の神（トール、インドラ、ゼウスなどの他の伝統の同等の神々と関係があると考えられている）の配偶者であったのではないかと、学者たちは推測している。

## 神官と祭儀遺跡
神々の世界と人類の世界を密接に結びつける人物はヒッタイト古王国時代の儀式では王と神官だった。
神々、太陽神と嵐神は、王である私に土地と家庭を託したので、王である私が自分のために、自分の土地と家庭を守るべきである。

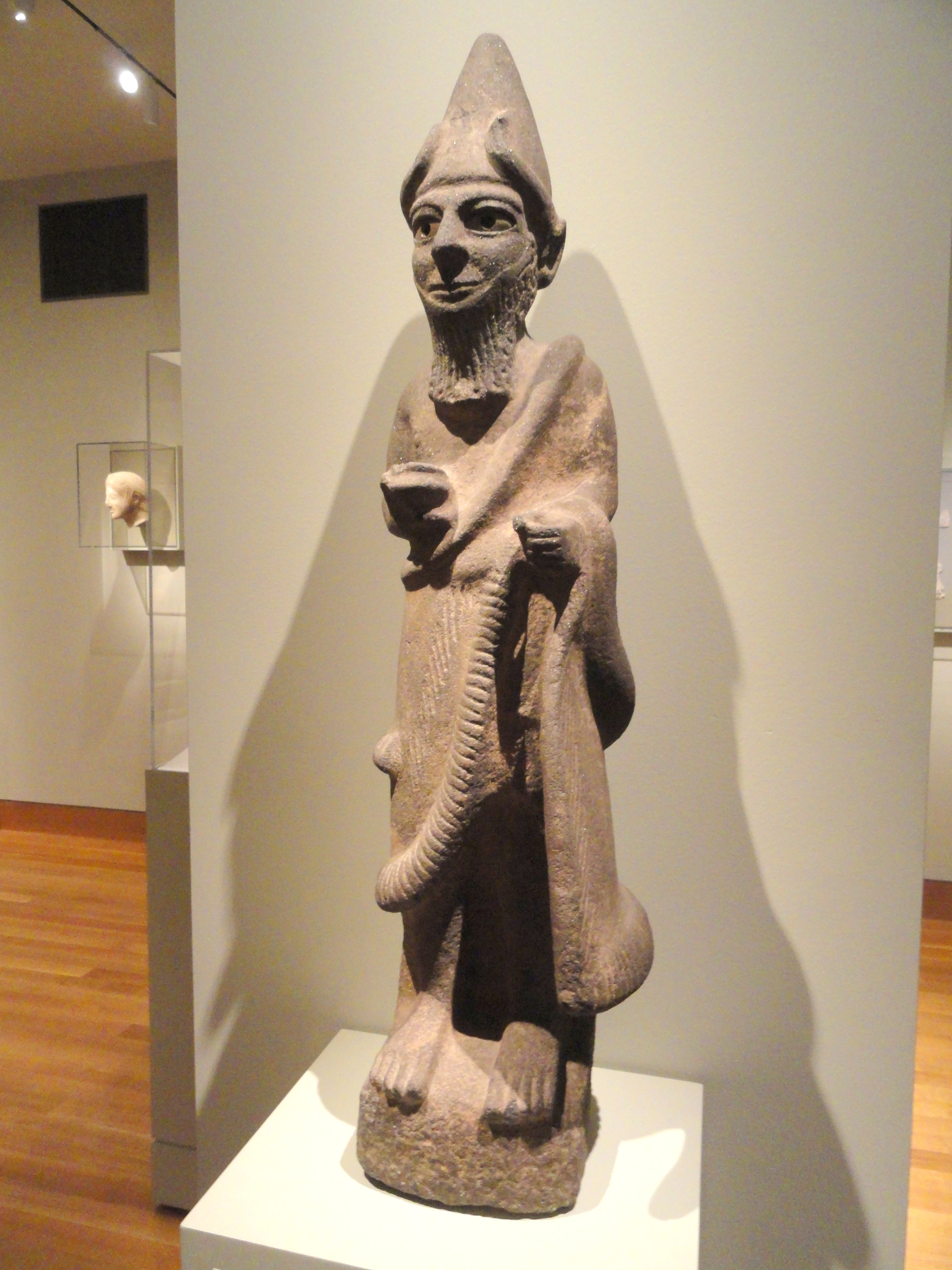
ヒッタイトの神官王の像

ヒッタイト人は、神々をなだめるために定期的に予定された儀式は行わなかったが、代わりに困難な時期に応えて、または機会を見計らって儀式を行っていた。多くの儀式は神話に基づいており、しばしば物語の実演を伴うため、神話と儀式は密接に関連していた。儀式の多くは、人間と神々の間の近さを表すために作成されたピット、特にクトニオス的であるか、大地に関連するもので行われた。このタイプのピットの儀式は、彼らが冥界の神々と交わり、生きている世界に彼らを召喚しようとしていたので、「降霊術」として知られている。
ハットゥシャから行軍1日の距離にあるアリンナの街は、おそらくヒッタイト人の主要な教団の中心地であり、dUTU URU Arinna 「アリンナの太陽の女神」として知られる彼らの主要な太陽神だった。カルト目録で見つかった記録は、地元のカルトや修行も活発であったことを示している。儀式の実践に関する国家基準がないため、伝統と地元のカルトの地位は絶えず変化していた。小さな祭儀や礼拝の際には必ずしも神官王の出席を必要としなかったので、神々を崇拝する際には地元の場所の方が自由度が高かったが、神々と民に対する義務であったので王は彼の土地のすべてのカルトサイトと寺院を観察することを心がけていた。王が死去すると、王は民に仕え、忠実に神々を崇拝したため、神格化された。神官王に課せられた責任は一方的なものではなく、神々が適切に崇拝されているのであれば、神々は人々を養わなければならなかった。神々は明白な力の多くを持っていましたが、死すべき者からの献身的な修行と儀式がなければ、神々は機能することができなかった。ムルシリ2世王は農民の生活が苦しくなっていた時に、臣民に代わって神々に懇願した。
「ハッティの土地はすべて滅びつつあり、あなたがた（神々）のために犠のパンと酒を用意する者はいなくなっている。かつて神々の畑で働いていた耕作者が亡くなり、もはや神々の畑で働いたり刈り取ったりする人は誰もいなくなった。神々の犠のパンを準備していた粉を挽くの女性が亡くなったため、彼らはもはや犠のパンを作らない。羊や牛の供物を収穫していた牛飼いや羊飼いは死んでしまい、牛囲いや羊囲いは空っぽになってしまった。そのため、犠のパン、酒、犠牲の動物が打ち切られてしまいる。神々よ，あなたがたはわたしたちのところに来て，わたしたちに罪をなすりつけようとしている。」
明らかに、アリンナのような自然や農業に密接に関係する神々との良好な関係を維持することが不可欠であっただろう。もし尊敬と批判のバランスが大きく崩れてしまったら、神々の目には不評であり、少なくとも不運な収穫期を迎える可能性がある。このような危険性があったにもかかわらず、ヒッタイト人はほとんどが非公式な方法で神々とコミュニケーションをとっており、儀式を伴わず、祭司の助けを借りずに、何気ない時に神にお願いをすることが多かった。ヒッタイト人はまた、古代エジプト人に似た方法で神との結びつきを利用し、人間の行動を正当化するために神々の意志を利用した。

## 神々とその神話

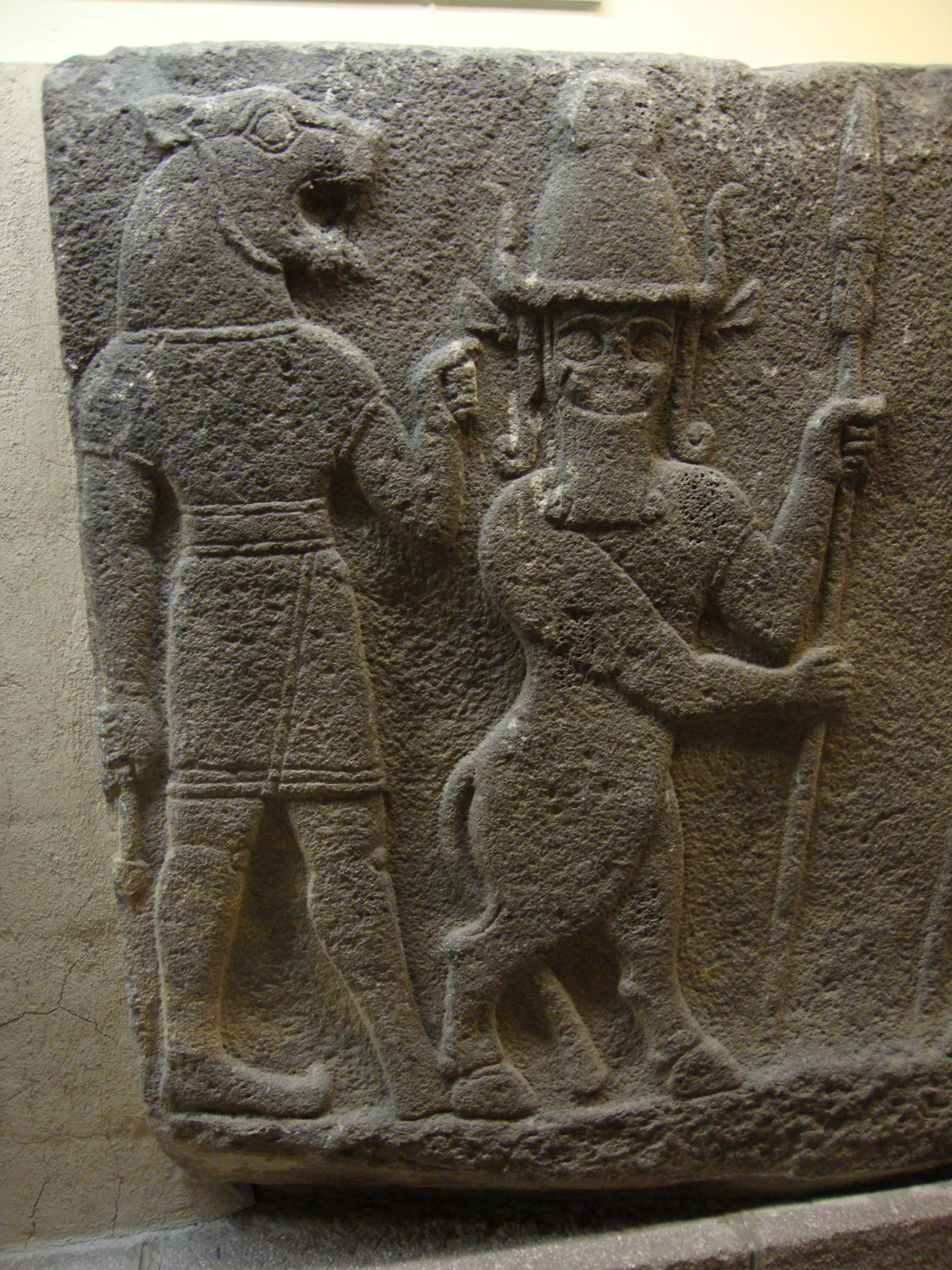
神話上の生き物、獅子頭の男と雄牛の足の男

当時の他の王国と同様に、ヒッタイト人は、アイン・ダーラの有名な寺院で祝われるメソポタミアの女神イシュタルなど、彼らが接触した他の神殿の神々を取り入れる習慣があった。ヒッタイト人は彼ら自身の「千の神々」に言及し、その驚異的な数が碑文に記されているが、今日では名前だけにすぎない。この多様性は、ヒッタイト人の同化への抵抗に起因していると考えられている：「多くのヒッタイト人の町はそれぞれの嵐の神々を維持し、地元の神々を単一の国家的な人物の現れとして特定することを拒否していた」とゲイリー・ベックマンは観察している。多様性は間違いなく、ヒッタイトの「帝国」内の社会政治的ローカリゼーションのレベルの人工物であり、簡単に再構築することはできない。たとえば、ヒッタイト人は、首都ハットゥシャとサピヌワの北にある青銅器時代のカルトの中心地であるネリックが、ハットゥシャで祀られていたアリンナの太陽神であるウルセムの息子である地元の嵐の神として神聖である信じていた。
カシュカの人々がネリクの地を自分たちのものにしてしまったので、ネリクの嵐神のための供物と、ネリクの神々のための供物をḪakmiššaの街ハットゥシャに継続的に送り続けているのですが、それは厚パン、酒、牛、羊のことを指しています。
天候の神は、ネリクの近くにあるザリヤヌ山と同一視され、都市の農地に雨を割り当てた。
人々の中には、地元の人よりも目立つ人物がおり、タルフントには息子のテリピヌと娘のイナラがいる。イナラはプルリの春祭りに関わる守護神（dLAMMA）である。イシャラは誓いの女神であり、条約の神聖な証人のリストは、ヒッタイトのパンテオンを最も明確に表しているようだが、いくつかのよく知られた神々は説明がつかないほど欠落している。彼の伴侶はハッティの太陽神である。この神の夫婦は、おそらくハットゥシャの最大の神殿の一対のセラで崇拝されていたと思われる。

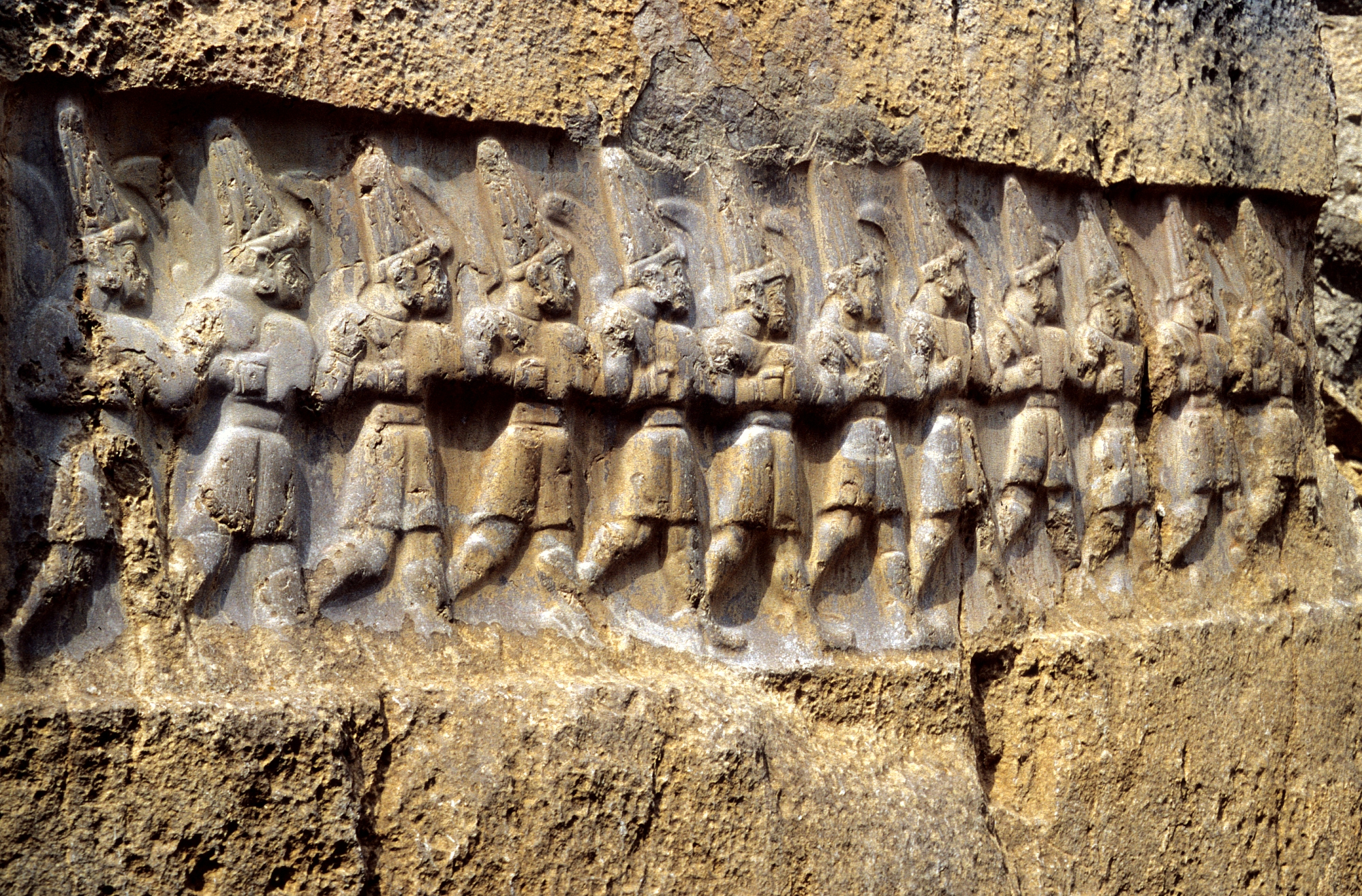
12柱の冥界の神々を描いたハットゥシャの聖域ヤズルカヤのレリーフ

紀元前13世紀には、シンクレティズムに向けたいくつかの明示的なジェスチャーが碑文に現れる。女王であり巫女であったプドゥヘパは、彼女の臣民の宗教の組織化と合理化に取り組んだ。
彼女が呼び出す碑文：
アリンナの太陽の女神よ、私の女性よ、あなたはすべての土地の女王です！ハッティの地では、アリンナの太陽神の名前をとっていますが、あなたが杉で作った土地に関しては、あなたはヘバトの名前をとっています。
クマルビはタルフントの父であり、『クマルビの歌』における彼の役割は、ヘーシオドスの神統記におけるクロノスの役割を彷彿とさせる。ウルリクムミは、ヘシオドスのテュポーンを彷彿とさせるクマルビの父である石の怪物である。
ルウィの天候と稲妻の神、ピハッサッサはギリシャのペガサスの起源の可能性がある。混成動物（ヒッポグリフ、キマイラなど）の描写は、この時代のアナトリア美術の典型的なものである。テリピヌの神話では、農業と豊饒の神であるテリピヌの失踪により、植物と動物の両方のすべての繁殖が失敗する。その結果、神々と人間の間に荒廃と絶望が生じる。この混乱と荒廃を止めるために、神々はテリピヌを探しますが、彼を見つけることができない。女神ハンナハンナから送られたミツバチだけがテリピヌを見つけ、目を覚ますために彼を刺す。しかし、これはテリピヌをさらに激怒させ、彼は「川の流れをそらし、家を壊してしまう」。結局、女神カムルセパは癒しと魔法を使ってテリピヌを落ち着かせ、彼は家に帰って植生と豊饒を回復させる。他の参考文献では、テリピヌの怒りのすべてがなにものも逃げ出すことのできない冥界の青銅の容器に送られることを祈るのは死すべき司祭であるとされている。ヒッタイト人の神話の多くは、問題が広範囲に影響を及ぼすため、全員が巻き込まれるという理由で、フルキャストの登場人物が登場する。
通常、解決策は問題を克服するために協力することによってのみ見つけることができるが、これらはそれほど健全な倫理的ストーリーではなく、アンサンブルキャストによるよりアクションベースの叙事詩である。
このプロットのスタイルを反映したもう一つの神話は、「ドラゴンの殺害」である。この神話は、来年の農業の繁栄を祈願して行われた新年の儀式の間に暗唱されていた。神話は、「悪の勢力」を表し、戦いで嵐の神を打ち負かす蛇（またはドラゴン）を中心にしている。女神イナラは蛇をだまして殺す計画を立て、人間のフパシヤ（Ḫupašiya）に助けを求める。もちろん、フパシヤはなんらかの見返りなしでは支援することに消極的であるため、計画を実行する前に、彼はイナラと夜を共に過ごす。その後、イナラは蛇を招待し、一緒にごちそうを食べて蛇を酔っ払っわせてフパシヤが蛇を縛ることができるようになりる。その後、嵐の神が登場し、蛇を自ら殺害する。
テリピヌの神話と同じように、人間は神々の陰謀を助けるために使使われていたが、それは死すべき者と神の間のよく知られた関係をさらに強調している。死すべき者は物語の中であまり役割を果たしていないが、彼の存在は障害というよりはむしろ助けとなっています。また、女神が神話や生活の中で果たした役割も強調されている。強力な神々は戦いを引き起こしたり、何か他のことをして各神話の中心的な問題を起こし、その後で女神たちが後始末をして知性ですべてを解決していく。残念なことに、彼らの助けによる干渉にもかかわらず、自然は、神が正常性が定着する前の最後のステップを完了するまで、現状に戻ることができない。彼は目を覚まして任務を再開するか、獣を殺すか、または彼の力が他のすべてのものを超えていることを証明する他の行動をしなければならない。
もともとヒッタイトではなかった神々に関する神話は、しばしば翻案され、同化された。メソポタミア神話の女神イシュタルは、似たような神々との関係や神話の調整を通じてヒッタイトのパンテオンに同化された多くの採用された神々の一柱だった神話はヒッタイトのカルトの実践の大部分だったので、イシュタルの力と歴史を理解することは、彼女を呼び出す儀式と呪文の発展に不可欠だった。このような微妙な変化は、他の女神、すなわちアンジリ、シャウシュカ、ゲシュティアンナを彼女による吸収や密接な結びつけることによって可能となった。複数の他の女神の人格的特徴を持つことで、イシュタルの力は、彼女の人気と同様に成長していった。彼女が利用された革新的な方法の一つは、メソポタミアの神話のように、冥界への彼女の親和性が利用され、読者に利益をもたらし、犠牲者ではなく保護者として彼女を投影する方法でのアライチュラヒ（Allaiturahhi）のもののような浄化の儀式である。イシュタルの冥界との関係はまた、戦争、性、魔術に対する他の親和性を考慮した場合には特に、イシュタルを貴重な聖なる神とした。大地の肥沃さはヒッタイト人にとって最も基本的な優先事項の1つであったため、これらの特徴の組み合わせが彼女の影響力を大幅に高めることになった。ヒッタイト人は、彼女が他の文化でかなり著名であることを認識しており、「彼女を国際的な女神として扱う」儀式を作成しました。彼女がヒッタイトの目的に使われていたとしても、イシュタルのような外部の神々の間の違いは尊重されていた。

### ヒッタイトの神々の一覧
原典：
- アアス（A'as） – 知恵の神、メソポタミアの神エンキからの派生
- アセルドゥス（Aserdus） – 豊穣の女神にしてエルクニルサの妻、アシェラからの派生
- アドゥンタリ（Aduntarri） - 占い師、地下の神
- アヌ（Anu） - 原初の天空神
- アパリウナス（Apaliunas） – ウィルサの街の守護神
- アーピ（Āpi） - 地下の神
- アムンキ（Amunki） - 地下の神
- アラル（Alalu） – 原始的実体
- アランザー/アランザハス（Aranzah/Aranzahas） – ティグリス川の擬人化
- アリ二ティ（Arinniti） – 太陽の女神、おそらくアリンナの太陽の女神の別名。紀元前14世紀後半、ムルシリ2世王はアリ二ティに特に忠実だった[25]。
- アリンナの太陽の女神（The sun goddess of Arinna） - *アルナ（Aruna）、カムルセパの海と太陽の神
- アルマ（Arma） – 目立たない月の神（ルウィ）
- アンジリ/エンジリ（Anzili/Enzili – 天候の神の配偶者、出産を助けるために呼び出される

太陽の女神であり、タルフントの配偶者
- イシャラ（Ishara） – 誓約と愛の女神
- イシュタル（Ištar） – シャウシュカ（Šauška）と同じ女神（メソポタミア）
- イスタヌ（en:Istanu） – 太陽および審判の神（ハッティのエシュタンから）
- イストゥスタヤとパパヤ（Istustaya and Papaya） – 運命の女神、人生の糸を紡ぐ（ハッティ）
- イナラ（Inara） – ステップの野生動物の女神（ハッティ）
- イルシルラ（Irsirra）  – 助産の女神の集団
- イルピティガ（Irpitiga） - 大地の主、クトニック
- ウベルリ（Ubelluris） – 空の西の縁を肩に担いでいる山岳神
- ウリリヤッシス（Uliliyassis） – 性的不能を取り除く小さな神
- ウルカッテ（Wurrukatte） – 戦の神（ハッティのウルンカッテ）
- エルクニスラ（Elkunirsa） – 創造神にしてアセルドゥスの夫、エールからの派生
- エレル（Ellel） – 空の神、エリル神（英語版）からの派生。誓約の守護者として国の条約に呼び出される[26]。
- カスクー（Kaskuh; Kaškuḫ; Kašku） – 月の神（フルリ語の Kuşuh）。ルウィの人々からはアルマ（英語版）と呼ばれた。
- カムルセパ（Kamrusepa） – 癒し、医薬および魔術の女神
- キパ/ケベ（en:KhipKhipa/Khebe） – 守護神
- クマルビ（Kumarbi） – タルフントの父（フルリ）
- クリウィシュナの嵐の神（Storm god of Kuliwišna）
- グル・セス（Gul Ses） – 運命の女神、モイライと同じ
- クルンタ（Kurunta） – 野生動物と狩猟の神、牡鹿に象徴される
- ザシャプーナ（Zašḫapuna） – カシュタマの街の守護神
- サラ（Sala） – 「山の貴婦人」、豊作と農耕の女神となった
- ザババ/ザママ（Zababa/Zamama） – 戦の神、おそらくウルカッテの別名
- ザリヤヌ（Zaliyanu） – ザリヤヌ山の神格化
- サルマ（Sarruma） – 山岳の神、テシュブとヘバトの息子、豹に関連*サンダス（Sandas） – 獅子神
- サリッサの天候の神（The weather god of Šarišša） – 天候神

付けられている（フルリ）
- ジッパランダの天候神（Weather god of Zippalanda）
- シャウシュカ（Šauška） – 豊穣、戦争と癒しのの女神（フルリ）
- ジャルリ（Jarri） – 厄災と疫病の神、「弓の主」
- シュワリヤト（Šuwaliyat） – テシュブの兄弟、戦士と嵐の神
- ジントゥーヒ（Zintuḫi） – メズラの娘
- ズッキ（Zukki） – 子供の出生を助ける、アンジリと関連付けられている
- ステク（Sutekh） – 天候の神、おそらくテシュブの別名
- ズルキ（Zulki） - 夢の翻訳者、クトニック
- 大地の太陽の女神（Sun goddess of the Earth） – 地下世界の女神、地上のすべての悪、不純、病の源
- タシュミシュ（Tašmišu） – 嵐、疫病および戦の神
- タラワ（Tarawa） – 育児の女神の集団
- タルフンナ（en:Tarḫunna） – 天候の神（ヒッタイト）
- タルフント（Tarhunt） – 雷の神（ルウィ）
- タル（Taru） – 天候神（ハッティ）
- ティラ（Tilla） – 牡牛の神、天候神テシュブの付き人兼乗り物（フルリ）
- テシミ/タシメット（Tešimi/Tasimmet） – 「王宮の貴婦人」、天候神の妻
- テシュブ（Teshub） – 空、天候および嵐の神（フルリ）
- テリピヌ（Telipinu） – 耕作の神（ハッティ）
- 天空の太陽の神（Sun god of Heaven） – 太陽の神
- ナムシャラ（Namšarā） - クトニック
- ナラ（Narā） - クトニック
- ネリクの天候神（Weather god of Nerik）
- ハサメリ（Hasameli） – 金属加工者と職人の神（ハッティ）
- ハッジ（Hazzi） – 山と天候の神（フルリ）
- ハテプナ（Hatepuna） – 海の娘（ハッティ）
- ハパンタリ（Hapantali） – 田園の女神
- ハルキ（Halki） – 穀物の神
- ハンナハンナ（Hannahannah ） – 母なる女神（フルリ）
- ハンワスイト（Hanwasuit） – 支配権の女神（英語版）
- ピハサッサ（Pihassassa） – 天候と稲光の神（ルウィ）
- ピルワ/ペルワ（Pirwa/Peruwa） – 不確かな自然の神、馬と関連付けられている
- フッテルルルラ（Huttellurra） – 助産の女神の集団
- ミヤタンジパ（Miyatanzipa） – サンザシの樹の下に座りテリピヌの帰還を待つ神々の一柱
- ミンキ - クトニック
- メズラ（Mezulla） – アリンナの太陽の女神の娘（ハッティ）
- ルンダス（Rundas） – 狩猟と幸運の神、二羽の鷲に象徴される
- レルワニ（Lelwani） – 地下世界の神、もともとは男神だったが、のちに女神となった（ハッティ？）